# Erik Hamrén
Pour le joueur de baseball, voir Erik Hamren.
Erik Hamrén, né le 27 juin 1957 à Ljusdal, en Suède, est un entraîneur suédois de football. Il fut le sélectionneur de l'Équipe de Suède entre 2009 et 2016.

## Biographie

### Parcours d'entraîneur
Le 4 novembre 2009, Erik Hamrén est nommé sélectionneur de l'équipe nationale de Suède. Poste qu'il occupe en plus de celui d'entraîneur du Rosenborg BK, quittant le club norvégien seulement en août 2010.
Malgré un Euro 2012 décevant où la Suède est éliminée dès la phase de groupe en terminant dernière, Hamrén est conforté dans son poste de sélectionneur malgré de nombreuses critiques à son égard.
En février 2016, Hamrén annonce qu'il quittera son poste de sélectionneur de la Suède après l'Euro 2016. Il aura passé six ans et demi à la tête de la sélection.
Le 8 août 2018, il est choisi par la Fédération islandaise de football pour devenir le nouveau sélectionneur de l'Islande, avec un contrat de deux ans. Il succède à Heimir Hallgrímsson, qui avait décidé de quitter son poste après le Mondial 2018.
Après avoir échoué à qualifier l'Islande pour l'Euro 2020, Erik Hamrén démissionne de son poste de sélectionneur.
Erik Hamrén retourne à l'Aalborg BK en tant qu'entraîneur principal le 15 septembre 2022. Succédant à Lars Friis (en). Il reprend une équipe en difficulté en championnat.

## Palmarès
- Champion du Danemark en 2008 avec Ålborg.
- Champion de Norvège en 2009 et 2010 avec Rosenborg BK.
- Vainqueur de la Supercoupe de Norvège de football en 2010 avec Rosenborg BK
- Vainqueur de la coupe de Suède en 1996 et 1997 avec l'AIK et en 2000 avec Örgryte IS.

## Récompenses
- Entraîneur de l'année du championnat danois : 2008[7]
- Entraîneur de l'année du championnat de Norvège : 2009[8]

## Statistiques de sélectionneur
Mis à jour le 27 mai 2024.
| Örgryte IS | janvier 1998    | décembre 2003 | 168 | 76 | 40 | 52 | ? | ? | ? | 45,24 |
| AaB        | janvier 2004    | mai 2008      | 84  | 58 | 8  | 18 | ? | ? | ? | 69,05 |
| Rosenborg  | juin 2008       | mai 2010      | 77  | 43 | 23 | 11 | ? | ? | ? | 55,84 |
| Suède      | 4 novembre 2009 | juin 2016     | 86  | 46 | 17 | 23 | ? | ? | ? | 53,49 |
| Islande    | 8 août 2018     | novembre 2020 | 28  | 9  | 5  | 14 | ? | ? | ? | 32,14 |
| AaB        | septembre 2022  | mars 2023     | 15  | 4  | 3  | 8  | ? | ? | ? | 26,67 |